# Мазуренко, Семён Петрович
Семён Петро́вич Мазуре́нко (1868—1937) — видный деятель Всероссийского крестьянского союза.

## Биография
Родился в бедной крестьянской семье в слободе Криворожье Донецкого округа Oбласти войска Донского. Выпускник двухклассного народного училища, начиная с 1883 года учился в Харьковском земледельческом училище. В 1887 году выслан из Харькова за контакты с народническими организациями, после этого учился в Петровско-Разумовской сельскохозяйственной академии в Москве. С 1889 года в армии, выдержал офицерские экзамены, получил чин подпоручика, но в декабре 1897 года задержан за революционную пропаганду, из армии уволен и сослан на 3 года под гласный надзор в Область Войска Донского. В 1901 году эмигрировал в Париж, где принял участие в деятельности Союза русских социал-демократов. В 1903 году вернулся в Россию и вёл пропагандистскую работу среди донских крестьян.
Весной 1905 года стал главой Крестьянского союза Донской области (или точнее: Донецкого округа). Был среди инициаторов создания Всероссийского крестьянского союза. Председатель его Всероссийских съездов — Учредительного съезда (31 июля — 1 августа) и Делегатского съезда (6—10 ноября), собиравшихся в Москве и создавших Всероссийский крестьянский союз. Деятельность Всероссийского крестьянского союз должен был возглавить Главный комитет, членом которого был избран и С. П. Мазуренко. Однако 14 ноября 1905 года большая часть руководства Всероссийского крестьянского союза была арестована. С. П. Мазуренко удалось избежать ареста и эмигрировать. В Париже он создал Заграничное бюро Всероссийского крестьянского союза, которое поддерживали социалистические французские лидеры. В 1906 и 1907 годах он выпустил несколько номеров газеты «Голос Крестьянского союза». Зарабатывал на жизнь как простой заводской рабочий. Вернулся в Россию под именем Петрова был в Петрограде и Москве с января по июнь 1907 года, вплоть до разгона 2-й Государственной Думы. Под угрозой ареста вновь эмигрировал. Совместно с Винниченко в Париже основал Украинскую громаду, был избран её председателем.
Первая мировая война позволила вновь нелегально вернуться в Россию. Как пишет Мазуренко в автобиографии 1926 года «под именем Н. Н. Хренникова работал вместе с Фрунзе». Поддерживал связи с украинскими социал-демократами. Весной 1917 был членом Петроградского Совета рабочих депутатов. 13 марта от имени Всероссийского крестьянского союза опубликовал воззвание о созыве в мае Всероссийского крестьянского съезда.
В конце 1917 — начале 1918 на Дону. Сторонник выработки «паритетного правительства», представляющего интересы и казачества и не казачьего населения. В декабре 1917 года принял участие в работе III-го Большого Войскового Круга в Новочеркасске. По одним сведениям группа делегатов предложила включить в состав съезда не избранного депутатом С. Мазуренко, как участника комиссии по выработке основных положений Паритета. Однако съезд забаллотировал его кандидатуру огромным большинством голосов, не позволив принять участие в работе даже и с совещательным голосом. По другим сведениям всё же не только был избран делегатом, но и товарищем председателя от крестьян.
По словам автобиографии, «после Октября был командирован» Свердловым на Украину. Там вступил в Украинскую коммунистическую партию, созданную Винниченко. Последний отправлял его в Москву от имени УНР вести переговоры с Мануильским, представлявшим СНК РСФСР. Как сам сообщает в автобиографии, в 1919—1920 годы многократно ездил за границу, выполняя поручения Ленина, Чичерина и Менжинского, в том числе и как беспартийный представитель Красного Креста. В 1920 году вышел из состава Украинской компартии, так как её деятельность рассматривалась в РСФСР как контрреволюционная. 19 декабря 1927 года вместе с другими «укапистами», прошедшими проверку в Паритетной комиссии, был принят в КП(б)У с установлением партийного стажа с 1920 года.
В 1923—1926 гг. работал в Наркомземе РСФСР. 26 декабря 1926 года являлся членом ОКВК по земельным спорам при Наркомземе Украины (коллегия решала вопросы, связанные с земельными отношениями крестьян).
Был арестован 31 октября 1936 г. в Харькове по месту постоянного жительства, но следствие велось в Ростове Управлением Госбезопасности НКВД. В анкетах арестованного от 6 и 9 ноября 1936 г. было сказано, что Мазуренко «сейчас беспартийный». Когда и почему он был исключён из партии неизвестно. На следствии был обвинён в том, что в 1932 году он был в Криворожье, встречался «с группой крестьян» и говорил: «…зря не пошли за эсерами, …крестьянству жилось бы лучше…». Виновным себя не признал. 8 августа 1937 года «тройка УНКВД» на основании обвинения в том, что Мазуренко, «являясь бывшим эсером и организатором эсеровской ячейки в сл. Криворожье в дореволюционный период, до последнего времени поддерживал связь с кулацко-эсеровским элементом, идейно возглавил эсеровскую повстанческую организацию…» приговорила его к расстрелу, который был приведён в исполнение 10 августа 1937 г. в 23 часа.
Реабилитирован 12 декабря 1989 года.

## Семья
Братья тоже состояли в левом крыле УСДРП и перешли на сторону Советской власти, а во время сталинских чисток были репрессированы:
- Василий
- Юрий

## Отзывы современников
Виктор Севский, донской журналист, 1918 год:
Крестьянин из Криворожья. Позади долгая цепь скитаний, ссылки, эмиграции... Седая голова, сутуловатая спина и глаза мечтателя...
Крестьянин для рукопожатий с Павлом Агеевым. Для крестьян контрреволюционер.

Смотришь на Семена Мазуренко и думаешь, где встречал этого седовласого человека. И вспоминаются страницы Писемского, Златовратского, Засодимского.

### Рекомендуемые источники
- Центральный государственный архив общественных объединений Украины. Ф. 1. Оп. 20. Д. 2487. Л. 34, 39, 132—135об;
- Мазуренко С. П. Крестьяне в 1905 г. — М., 1925. — С. 42—64.
- Бр[атья] Мазуренко. Всероссийский крестьянский союз перед судом истории. — [Б. м. и г.]. — С. 3—4, 20—21.